# Colton Dunn
Colton Dunn (Normal, 30 de junho de 1977) é um comediante, ator, roteirista e produtor de televisão norte-americano. Um de seus trabalhos mais conhecidos é o papel de Garrett na telessérie Superstore, da NBC. Ele também escreveu, produziu e ocasionalmente atuou em Key & Peele, série de esquetes do Comedy Central, ao longo de cinco temporadas.

## Vida e carreira
Nascido em 1977 em Normal, Illinois, Dunn mudou-se ainda criança para St. Paul, Minnesota, com sua mãe. Enquanto estudava na St. Paul Central High Scholl, ele se envolveu com teatro e se juntou a um grupo de comédia de improvisação. Em 1988, Dunn mudou-se para Nova Iorque, onde trabalhou no programa Late Night with Conan O'Brien. Mudou-se para Los Angeles em 2004 e tem atuado e lecionado no Upright Citizens Brigade Theatre desde 1999.
Dunn trabalhou como roteirista e ator no humorístico MADtv entre 2005 e 2009, fez parte do grupo de comédia Boom Chicago em Amsterdã e, posteriormente, envolveu-se com a produção de Key & Peele, série de comédia produzida e estrelada por Jordan Peele. Ele também apareceu em The League, Parks and Recreation, Happy Endings Drunk History, um pequeno papel na esquete "If Google Was a Guy" do CollegeHumor e, a partir de 2015, passou a integrar o elenco principal da série Superstore, da NBC. Foi apresentador do talk-show humorístico Rooster Teeth Entertainment System e estrelou a comédia de ação e ficção científica Lazer Team (2016), duas produções da Rooster Teeth. Entre os outros filmes nos quais atuou, estão o terror independente Hatchet II (2010) e a comédia dramática Dude (2018).

## Reconhecimento
O trabalho de Dunn como roteirista em Key & Peele rendeu-lhe três indicações consecutivas ao Prêmio Emmy do Primetime de Melhor Roteiro para uma série de variedades (2014, 2015 e 2016), bem como duas nomeações ao Writers Guild of America Award (2013 e 2016) e uma ao NAACP Image Awards (2016).